# Luis Alberto García (futbolista)
Luis García  (Bogotá, Colombia)  15 de abril de 1975 es un exfutbolista colombiano. Jugaba como mediocampista. Es hijo del técnico Luis Augusto "Chiqui" García.

## Trayectoria
Luis Alberto García empezó su carrera en el Deportes Quindío en 1991. Pasó por Envigado y llegó luego al Independiente Medellín, donde jugó por dos temporadas. Pasó en 1995 a Millonarios, permaneciendo allí tres años.
Una vuelta a Envigado en 1998 y un intento  en Montevideo Wanderers. A inicios de 1999 estaba nuevamente en Colombia, en Independiente Santa Fe￼￼.  El Chiqui García, su padre, llegó dirigir la selección nacional y lo citó para jugar las eliminatorias de Corea-Japón 2002.
Tras una nueva escala en Millonarios, Carlos Javier Mac Allister lo lleva a Argentinos Juniors en el 2000. García no tuvo continuidad en Argentinos Juniors, lo cual determinó su salida. 
Volvió a Colombia para jugar en América de Cali. En 2002 pasó nuevamente por Millonarios (tercera vez) y por Independiente Santa Fe, hasta que una lesión lo hizo abandonar la práctica activa del fútbol.

## Clubes
| Club                   | País      | Año         |
| ---------------------- | --------- | ----------- |
| Deportes Quindío       | Colombia  | 1991        |
| Envigado               | Colombia  | 1992        |
| Independiente Medellín | Colombia  | 1993 - 1994 |
| Millonarios            | Colombia  | 1995 - 1998 |
| Envigado               | Colombia  | 1998        |
| Montevideo Wanderers   | Uruguay   | 1999        |
| Santa Fe               | Colombia  | 1999        |
| Millonarios            | Colombia  | 2000        |
| Argentinos Juniors     | Argentina | 2000        |
| América de Cali        | Colombia  | 2001        |
| Millonarios            | Colombia  | 2002        |
| Santa Fe               | Colombia  | 2002 - 2003 |

## Palmarés

### Campeonatos locales
| Título           | Club            | País     | Año  |
| ---------------- | --------------- | -------- | ---- |
| Primera División | América de Cali | Colombia | 2001 |

- Datos: Q23941032